# Nokia 5800 XpressMusic
Nokia 5800 XpressMusic — мультимедийный смартфон производства компании Nokia. Известен под кодовым именем Tube. Представлен публике 2 октября 2008 года.
Nokia 5800 — первый смартфон на основе пятого издания S60. Модель 5800 стала первым S60-смартфоном с сенсорным экраном. В 2003—2005 Nokia уже выпускала смартфоны с сенсорным экраном на основе Series 90 (Nokia 7700, Nokia 7710), но они были достаточно быстро сняты с производства.
В ряде стран, в том числе поздние партии в России, продается вместе с сервисом Nokia Comes With Music.
Аппарат выполнен в форм-факторе моноблок. Для управления используется сенсорный экран, изготовленный по резистивной технологии, что делает невозможным мультисенсорное управление, но позволяет управлять не только пальцем, но и стилусом.
Из интересной особенности телефонов можно отметить, что у каждого цвета был разный цвет прошивки (стандартные обои, меню настроек, набора и проигрывания музыки).
Аппарат оснащён 3,2-Мп камерой с автофокусом, оптикой от Carl Zeiss, двойной LED-вспышкой, 3x цифровым зумом и возможностью геотегирования. На передней панели — фронтальная CIF-камера (352×288) для видеозвонков. Для автоматического изменения ориентации экрана в аппарате есть акселерометр. Присутствует GPS-приемник с функцией A-GPS, FM-радио в диапазоне 87,5—108 МГц с RDS (максимум 20 станций). Есть слот для карт памяти MicroSD (совместим с MicroSDHC) (до 32 ГБ). В комплекте с телефоном идет карточка на 8 ГБ.
Аппарат может подключаться к другим устройствам через Micro-USB 2.0, Bluetooth 2.0 (EDR/A2DP/AVRCP) и Wi-Fi (IEEE 802.11b/g). В аппарате совмещенный порт 3,5 мм TRS «мини-джек» / разъём RCA. С помощью входящего в комплект кабеля Nokia video-out cable CA-75U телефон может транслировать видео на другие устройства.
В аппарате используется Li-Ion аккумулятор Nokia BL-5J емкостью 1320 мА·ч.
Установленный в аппарате процессор Freescale MXC300-30 ARM11 изначально работал с частотой 369 МГц, но после прошивки V20 тактовая частота увеличилась до 434 МГц.
В комплект поставки входят:
- 5800 XpressMusic
- Ручка-стилус
- Запасная ручка-стилус (в новой комплектации отсутствует)
- Стилус-плектр (медиатор) с ремешком (CP-306)
- Аккумулятор (BL-5J)
- Зарядное устройство повышенной мощности (AC-8)
- Гарнитура (HS-45, AD-54) (в новой комплектации WH-700)
- Чехол (в новой комплектации отсутствует)
- Кабель Video-out (CA-75U) (в новой комплектации отсутствует)
- USB-кабель для подключения к компьютеру (CA-101) (в новой комплектации CA-101d)
- Карта памяти microSDHC 8 Гбайт (MU-43)
- Подставка (DT-29) (в новой комплектации отсутствует)
- Руководство пользователя и краткая инструкция
- Mini DVD с ПО

## Модели Nokia со схожей функциональностью
Компания выпустила ещё несколько моделей со схожей функциональностью, это: Nokia 5530, Nokia 5230/Nokia 5235.
Nokia 5800 как музыкального флагмана сменила модель Nokia X6.
|                          | Nokia 5230                                                         | Nokia 5530                                                     | Nokia 5800                                                    |
| ------------------------ | ------------------------------------------------------------------ | -------------------------------------------------------------- | ------------------------------------------------------------- |
| Размер, мм               | 111х51,7х15,5                                                      | 104х49х13                                                      | 111х51,7х15,5                                                 |
| Вес, г                   | 113                                                                | 107                                                            | 109                                                           |
| Дисплей                  | 3,2", TFT, 16 млн, 640х360, нет датчика освещенности, акселерометр | 2,9", AFFS, 16 млн, 640x360, датчик освещенности, акселерометр | 3,2", TFT, 16 млн, 640x360, датчик освещенности, акселерометр |
| Аккумулятор              | Li-Ion, 1320 мА·ч                                                  | Li-Ion, 1000 мА·ч                                              | Li-Ion, 1320 мА·ч                                             |
| Камера                   | 2 Мп, без автофокуса, без вспышки                                  | 3,2 Мп, автофокус, вспышка 2 светодиода                        | 3,2 Мп, автофокус, вспышка 2 Светодиода                       |
| Карта памяти в комплекте | 4 ГБ                                                               |                                                                | 8 Гб                                                          |
| 3G                       | Да                                                                 | Нет                                                            | Да                                                            |
| GPS                      | Да                                                                 | Нет                                                            | Да                                                            |
| Стереодинамики           | Нет                                                                | Да                                                             | Да                                                            |
| Wi-Fi                    | Нет                                                                | Да                                                             | Да                                                            |